# Rf-värde
Rf-värde är en för ett kemiskt ämne under givna betingelser specifik konstant som härleds ur ämnets vandringshastighet i tunnskikts- och papperskromatografi. Rf-värden utnyttjas för kvalitativ kemisk analys.

## Definition
I kromatografi definieras Rf-värdet som delen av provet i den mobila fasen vid jämvikt, som
{\displaystyle \ R={\frac {\mbox{quantity of substance in the mobile phase}}{\mbox{total quantity of substance in the system}}}}
Rf-värdet vid plan kromatografi kan matematiskt beskrivas med följande förhållande
{\displaystyle \ R_{f}={\frac {\mbox{provets vandringsträcka}}{\mbox{eluentens vandringsträcka}}}}
Till exempel om ämnet i en okänd blandning vandrat 2,5 cm och lösningsmedelsfronten vandrat 5,0 cm, skulle Rf-värdet vara 0,5. Ett Rf-värde kommer alltid att vara i området 0 till 1. Om ämnet rör sig, kan den endast röra sig i samma riktning som lösningsmedelsflödet, och kan inte gå snabbare än lösningsmedlet. Rf-värdet är endast användbart mellan dessa två gränser. 
Man kan välja en mobil fas med olika egenskaper (särskild polaritet) för att kontrollera hur långt det ämne som undersöks migrerar.
Ett Rf-värde är karakteristiskt för varje given förening, förutsatt att samma stationära och mobila faser används. Detta kan ge samstämmiga bevis för identiteten hos en förening. Om identiteten hos en förening kan misstänkas, men ännu inte bevisats, placeras ett autentiskt prov av föreningen, eller standard, och körs på en TLC-platta sida vid sida (eller ovanpå varandra) med föreningen i fråga. Observera att denna identitetskontroll måste utföras på en enda platta, eftersom det är svårt att exakt kopiera alla faktorer som påverkar Rf-värdet från experiment till experiment.